# Tour de Ski 2016
Tour de Ski 2016 – dziesiąta edycja prestiżowej imprezy w biegach narciarskich, która odbyła się w dniach 1–10 stycznia 2016 na terenie Szwajcarii, Niemiec i Włoch. Zawody zaliczane były do klasyfikacji generalnej Pucharu Świata. Obrońcami tytułów z poprzedniej edycji byli Norweżka Marit Bjørgen (nie bierze udziału w zawodach z powodu przerwy macierzyńskiej) oraz Norweg Martin Johnsrud Sundby.
Tegoroczną edycję wygrali Norwegowie: w rywalizacji kobiet wygrała Therese Johaug, dla której było to drugie zwycięstwo w tej imprezie, natomiast w rywalizacji mężczyzn drugi tytuł zdobył Sundby.
Na trasy tegorocznego Tour de Ski wystartowała jedna Polka i trzech Polaków. Justyna Kowalczyk ukończyła zawody na 23. miejscu. Natomiast Maciej Staręga, Paweł Klisz i Jan Antolec nie ukończyli tegorocznej edycji wyścigu.

## Klasyfikacja generalna

### Kobiety
| Miejsce | Imię i nazwisko          | Narodowość        | Lenzerheide Msc./Pkt | Lenzerheide Msc./Pkt | Lenzerheide Msc./Pkt | Oberstdorf Msc./Pkt | Oberstdorf Msc./Pkt | Toblach Msc./Pkt | Val di Fiemme Msc./Pkt | Val di Fiemme Msc./Pkt | Czas         | Tour-Punkty | PŚ-punkty Razem |
| ------- | ------------------------ | ----------------- | -------------------- | -------------------- | -------------------- | ------------------- | ------------------- | ---------------- | ---------------------- | ---------------------- | ------------ | ----------- | --------------- |
| 1       | Therese Johaug           | Norwegia          | 15/16 p.             | 1/50 p.              | 2/46 p.              | 5/37 p.             | 1/50 p.             | 5/37 p.          | 3/43 p.                | 1/50 p.                | 2:40:34,8 h  | 400         | 729             |
| 2.      | Ingvild Flugstad Østberg | Norwegia          | 3/43 p.              | 2/46 p.              | 1/50 p.              | 3/43 p.             | 2/46 p.             | 3/43 p.          | 2/46 p.                | 16/15 p.               | +2:20,9 min  | 320         | 652             |
| 3.      | Heidi Weng               | Norwegia          | 24/7 p.              | 3/43 p.              | 3/43 p.              | 2/46 p.             | 3/43 p.             | 2/46 p.          | 1/50 p.                | 2/46 p.                | +3:13,9 min  | 240         | 564             |
| 4.      | Charlotte Kalla          | Szwecja           | 19/12 p.             | 6/34 p.              | 4/40 p.              | 22/9 p.             | 8/30 p.             | 7/32 p.          | 5/37 p.                | 5/37 p.                | +7:45,4 min  | 200         | 431             |
| 5.      | Kerttu Niskanen          | Finlandia         | 32/0 p.              | 5/37 p.              | 6/34 p.              | 23/8 p.             | 7/32 p.             | 6/34 p.          | 6/34 p.                | 6/34 p.                | +7:52,0 min  | 180         | 393             |
| 6.      | Ragnhild Haga            | Norwegia          | 23/8 p.              | 9/28 p.              | 10/26 p.             | 8/30 p.             | 4/40 p.             | 4/40 p.          | 12/22 p.               | 4/40 p.                | +8:29,7 min  | 160         | 394             |
| 7.      | Anne Kyllönen            | Finlandia         | 29/2 p.              | 4/40 p.              | 5/37 p.              | 11/24 p.            | 5/37 p.             | 15/16 p.         | 13/20 p.               | 9/28 p.                | +8:46,2 min  | 144         | 348             |
| 8.      | Krista Pärmäkoski        | Finlandia         | 14/18 p.             | 10/26 p.             | 7/32 p.              | 9/28 p.             | 14/18 p.            | 12/22 p.         | 4/40 p.                | 12/22 p.               | +9:13,9 min  | 128         | 334             |
| 9.      | Laura Mononen            | Finlandia         | 38/0 p.              | 7/32 p.              | 11/24 p.             | 10/26 p.            | 12/22 p.            | 36/0 p.          | 10/26 p.               | 13/20 p.               | +10:53,1 min | 116         | 266             |
| 10.     | Jessica Diggins          | Stany Zjednoczone | 8/30 p.              | 12/22 p.             | 8/30 p.              | 21/10 p.            | 23/8 p.             | 1/50 p.          | 17/14 p.               | 15/16 p.               | +11:20,4 min | 104         | 284             |
| ...     |                          |                   |                      |                      |                      |                     |                     |                  |                        |                        |              |             |                 |
| 23.     | Justyna Kowalczyk        | Polska            | 59/0 p.              | 19/12 p.             | 21/10 p.             | 14/18 p.            | 17/14 p.            | 18/13 p.         | 23/8 p.                | 29/2 p.                | +14:45,0 min | 32          | 109             |

### Mężczyźni
| Miejsce | Imię i nazwisko        | Narodowość | Lenzerheide Msc./Pkt | Lenzerheide Msc./Pkt | Lenzerheide Msc./Pkt | Oberstdorf Msc./Pkt | Oberstdorf Msc./Pkt | Toblach Msc./Pkt | Val di Fiemme Msc./Pkt | Val di Fiemme Msc./Pkt | Czas        | Tour-Punkty | PŚ-punkty razem |
| ------- | ---------------------- | ---------- | -------------------- | -------------------- | -------------------- | ------------------- | ------------------- | ---------------- | ---------------------- | ---------------------- | ----------- | ----------- | --------------- |
| 1       | Martin Johnsrud Sundby | Norwegia   | 4/40 p.              | 1/50 p.              | 1/50 p.              | 4/40 p.             | 23/8 p.             | 2/46 p.          | 1/50 p.                | 1/50 p.                | 3:47:18,2 h | 400         | 734             |
| 2.      | Finn Hågen Krogh       | Norwegia   | 3/43 p.              | 9/28 p.              | 3/43 p.              | 11/24 p.            | 25/6 p.             | 1/50 p.          | 5/37 p.                | 4/40 p.                | +3:15,7 min | 320         | 591             |
| 3.      | Siergiej Ustiugow      | Rosja      | 2/46 p.              | 8/30 p.              | 4/40 p.              | 2/46 p.             | 10/26 p.            | 4/40 p.          | 13/20 p.               | 13/20 p.               | +3:43,8 min | 240         | 508             |
| 4.      | Petter Northug         | Norwegia   | 7/32 p.              | 2/46 p.              | 2/46 p.              | 5/37 p.             | 9/28 p.             | 15/16 p.         | 17/14 p.               | 24/7 p.                | +4:35,6 min | 200         | 426             |
| 5.      | Aleksiej Połtoranin    | Kazachstan | 39/0 p.              | 5/37 p.              | 7/32 p.              | 3/43 p.             | 1/50 p.             | 13/20 p.         | 3/43 p.                | 26/5 p.                | +4:38,3 min | 180         | 410             |
| 6.      | Sjur Røthe             | Norwegia   | 58/0 p.              | 4/40 p.              | 5/37 p.              | 29/2 p.             | 12/22 p.            | 17/14 p.         | 14/18 p.               | 7/32 p.                | +4:58,1 min | 160         | 325             |
| 7.      | Didrik Tønseth         | Norwegia   | 10/26 p.             | 3/43 p.              | 6/34 p.              | 28/3 p.             | 5/37 p.             | 16/15 p.         | 8/30 p.                | 40/0 p.                | +5:44,4 min | 144         | 332             |
| 8.      | Niklas Dyrhaug         | Norwegia   | 29/2 p.              | 16/15 p.             | 11/24 p.             | 30/1 p.             | 4/40 p.             | 32/0 p.          | 2/46 p.                | 12/22 p.               | +5:51,8 min | 128         | 278             |
| 9.      | Francesco De Fabiani   | Włochy     | 61/0 p.              | 11/24 p.             | 13/20 p.             | 26/5 p.             | 3/43 p.             | 22/9 p.          | 4/40 p.                | 18/13 p.               | +6:26,2 min | 116         | 270             |
| 10.     | Emil Iversen           | Norwegia   | 36/0 p.              | 15/16 p.             | 17/14 p.             | 1/50 p.             | 24/7 p.             | 8/30 p.          | 6/34 p.                | 20/11 p.               | +6:33,4 min | 104         | 266             |

## Program zawodów
| Dzień       | Miejsce       | Konkurencja                                                               | Początek  | Liczba uczestników |
| ----------- | ------------- | ------------------------------------------------------------------------- | --------- | ------------------ |
| 1 stycznia  | Lenzerheide   | Sprint kobiet s. dowolnym                                                 | 15:55 CET | 71                 |
| 1 stycznia  | Lenzerheide   | Sprint mężczyzn s. dowolnym                                               | 15:55 CET | 100                |
| 2 stycznia  | Lenzerheide   | 15 km kobiet s. klasycznym (start masowy)                                 | 13:00 CET | 65                 |
| 2 stycznia  | Lenzerheide   | 30 km mężczyzn s. klasycznym (start masowy)                               | 15:00 CET | 88                 |
| 3 stycznia  | Lenzerheide   | 5 km kobiet s. dowolnym (handicap)                                        | 13:20 CET | 64                 |
| 3 stycznia  | Lenzerheide   | 10 km mężczyzn s. klasycznym (handicap)                                   | 11:45 CET | 80                 |
| 5 stycznia  | Oberstdorf    | 10 km kobiet bieg łączony Sprint kobiet s. klasycznym                     | 14:30 CET | 58                 |
| 5 stycznia  | Oberstdorf    | 20 km mężczyzn bieg łączony Sprint mężczyzn s. klasycznym                 | 14:30 CET | 73                 |
| 6 stycznia  | Oberstdorf    | Sprint kobiet s. klasycznym 10 km kobiet s. klasycznym (start masowy)     | 14:20 CET | 56                 |
| 6 stycznia  | Oberstdorf    | Sprint mężczyzn s. klasycznym 15 km mężczyzn s. klasycznym (start masowy) | 15:20 CET | 65                 |
| 8 stycznia  | Toblach       | 5 km kobiet s. dowolnym                                                   | 13:30 CET | 46                 |
| 8 stycznia  | Toblach       | 10 km mężczyzn s. dowolnym                                                | 11:30 CET | 60                 |
| 9 stycznia  | Val di Fiemme | 10 km kobiet s. klasycznym (start masowy)                                 | 12:30 CET | 43                 |
| 9 stycznia  | Val di Fiemme | 15 km mężczyzn s. klasycznym (start masowy)                               | 14:30 CET | 56                 |
| 10 stycznia | Val di Fiemme | 9 km kobiet s. dowolnym (handicap)                                        | 14:00 CET | 43                 |
| 10 stycznia | Val di Fiemme | 9 km mężczyzn s. dowolnym (handicap)                                      | 15:40 CET | 52                 |

## Czołówki zawodów

### Kobiety
| Lp. | Data             | Miejscowość               | Dystans                                                 | 1. miejsce               | 2. miejsce               | 3. miejsce               |
| --- | ---------------- | ------------------------- | ------------------------------------------------------- | ------------------------ | ------------------------ | ------------------------ |
| 1.  | 1 stycznia 2016  | Lenzerheide               | Sprint s. dowolnym                                      | Maiken Caspersen Falla   | Ida Ingemarsdotter       | Ingvild Flugstad Østberg |
| 2.  | 2 stycznia 2016  | Lenzerheide               | 15 km s. klasycznym (start masowy)                      | Therese Johaug           | Ingvild Flugstad Østberg | Heidi Weng               |
| 3.  | 3 stycznia 2016  | Lenzerheide               | 5 km s. dowolnym (handicap)                             | Ingvild Flugstad Østberg | Therese Johaug           | Heidi Weng               |
| 4.  | 5 stycznia 2016  | Oberstdorf                | 10 km bieg łączony Sprint s. klasycznym                 | Sophie Caldwell          | Heidi Weng               | Ingvild Flugstad Østberg |
| 5.  | 6 stycznia 2016  | Oberstdorf                | Sprint s. klasycznym 10 km s. klasycznym (start masowy) | Therese Johaug           | Ingvild Flugstad Østberg | Heidi Weng               |
| 6.  | 8 stycznia 2016  | Toblach                   | 5 km s. dowolnym                                        | Jessica Diggins          | Heidi Weng               | Ingvild Flugstad Østberg |
| 7.  | 9 stycznia 2016  | Val di Fiemme             | 10 km s. klasycznym (start masowy)                      | Heidi Weng               | Ingvild Flugstad Østberg | Therese Johaug           |
| 8.  | 10 stycznia 2016 | Val di Fiemme/Alpe Cermis | 9 km s. dowolnym (handicap)                             | Therese Johaug           | Heidi Weng               | Elizabeth Stephen        |

### Mężczyźni
| Lp. | Data             | Miejscowość               | Dystans                                                 | 1. miejsce             | 2. miejsce             | 3. miejsce           |
| --- | ---------------- | ------------------------- | ------------------------------------------------------- | ---------------------- | ---------------------- | -------------------- |
| 1.  | 1 stycznia 2016  | Lenzerheide               | Sprint s. dowolnym                                      | Federico Pellegrino    | Siergiej Ustiugow      | Finn Hågen Krogh     |
| 2.  | 2 stycznia 2016  | Lenzerheide               | 30 km s. klasycznym (start masowy)                      | Martin Johnsrud Sundby | Petter Northug         | Didrik Tønseth       |
| 3.  | 3 stycznia 2016  | Lenzerheide               | 10 km s. dowolnym (handicap)                            | Martin Johnsrud Sundby | Petter Northug         | Finn Hågen Krogh     |
| 4.  | 5 stycznia 2016  | Oberstdorf                | 20 km bieg łączony Sprint s. klasycznym                 | Emil Iversen           | Siergiej Ustiugow      | Aleksiej Połtoranin  |
| 5.  | 6 stycznia 2016  | Oberstdorf                | Sprint s. klasycznym 15 km s. klasycznym (start masowy) | Aleksiej Połtoranin    | Dario Cologna          | Francesco De Fabiani |
| 6.  | 8 stycznia 2016  | Toblach                   | 10 km s. dowolnym                                       | Finn Hågen Krogh       | Martin Johnsrud Sundby | Maurice Manificat    |
| 7.  | 9 stycznia 2016  | Val di Fiemme             | 15 km s. klasycznym (start masowy)                      | Martin Johnsrud Sundby | Niklas Dyrhaug         | Aleksiej Połtoranin  |
| 8.  | 10 stycznia 2016 | Val di Fiemme/Alpe Cermis | 9 km s. dowolnym (handicap)                             | Martin Johnsrud Sundby | Robin Duvillard        | Matti Heikkinen      |

## Kobiety

### Sprint s. dowolnym
1 stycznia 2016
 Lenzerheide, Szwajcaria
| Poz.      | Zawodniczka              | Reprezentacja     | Czas    |
| --------- | ------------------------ | ----------------- | ------- |
| 1.        | Maiken Caspersen Falla   | Norwegia          | 3:06,70 |
| 2.        | Ida Ingemarsdotter       | Szwecja           | +0,40   |
| 3.        | Ingvild Flugstad Østberg | Norwegia          | +0,54   |
| 4.        | Sophie Caldwell          | Stany Zjednoczone | +1,03   |
| 5.        | Astrid Jacobsen          | Norwegia          | +1,09   |
| 6.        | Stina Nilsson            | Szwecja           | +2,33   |
| Półfinały |                          |                   |         |
| 7.        | Sadie Maubet Bjornsen    | Stany Zjednoczone | –       |
| 8.        | Jessica Diggins          | Stany Zjednoczone | –       |
| 9.        | Hanna Kolb               | Niemcy            | –       |
| 10.       | Vesna Fabjan             | Słowenia          | –       |
| 11.       | Laurien van der Graaff   | Szwajcaria        | –       |
| 12.       | Nika Razinger            | Słowenia          | –       |
| ...       |                          |                   |         |
| 59.       | Justyna Kowalczyk        | Polska            | –       |

| Poz. | Zawodniczka              | Reprezentacja     | Czas    |
| ---- | ------------------------ | ----------------- | ------- |
| 1.   | Maiken Caspersen Falla   | Norwegia          | 2:08,7  |
| 2.   | Ingvild Flugstad Østberg | Norwegia          | +3,8    |
| 3.   | Ida Ingemarsdotter       | Szwecja           | +4,2    |
| 4.   | Sophie Caldwell          | Stany Zjednoczone | +10,8   |
| 5.   | Astrid Jacobsen          | Norwegia          | +15,8   |
| ...  |                          |                   |         |
| 59.  | Justyna Kowalczyk        | Polska            | +1:11,7 |

| Poz. | Zawodniczka              | Reprezentacja | Punkty |
| ---- | ------------------------ | ------------- | ------ |
| 1.   | Maiken Caspersen Falla   | Norwegia      | 60     |
| 2.   | Ida Ingemarsdotter       | Szwecja       | 56     |
| 3.   | Ingvild Flugstad Østberg | Norwegia      | 52     |

### 15 km s. klasycznym (start masowy)
2 stycznia 2016
 Lenzerheide, Szwajcaria
| Poz. | Zawodniczka              | Reprezentacja | Czas    |
| ---- | ------------------------ | ------------- | ------- |
| 1.   | Therese Johaug           | Norwegia      | 41:26,4 |
| 2.   | Ingvild Flugstad Østberg | Norwegia      | +37,9   |
| 3.   | Heidi Weng               | Norwegia      | +1:16,2 |
| 4.   | Anne Kyllönen            | Finlandia     | +1:32,7 |
| 5.   | Kerttu Niskanen          | Finlandia     | +1:32,9 |
| 6.   | Charlotte Kalla          | Szwecja       | +1:33,6 |
| 7.   | Laura Mononen            | Finlandia     | +2:19,3 |
| 8.   | Teresa Stadlober         | Austria       | +2:21,6 |
| 9.   | Ragnhild Haga            | Norwegia      | +2:23,9 |
| 10.  | Krista Pärmäkoski        | Finlandia     | +2:30,7 |
| ...  |                          |               |         |
| 19.  | Justyna Kowalczyk        | Polska        | +3:07,7 |

| Poz. | Zawodniczka              | Reprezentacja | Czas    |
| ---- | ------------------------ | ------------- | ------- |
| 1.   | Therese Johaug           | Norwegia      | 43:38,3 |
| 2.   | Ingvild Flugstad Østberg | Norwegia      | +4,5    |
| 3.   | Heidi Weng               | Norwegia      | +1:45,2 |
| 4.   | Charlotte Kalla          | Szwecja       | +2:12,0 |
| 5.   | Anne Kyllönen            | Finlandia     | +2:17,8 |
| ...  |                          |               |         |
| 21.  | Justyna Kowalczyk        | Polska        | +4:13,2 |

| Poz. | Zawodniczka              | Reprezentacja | Punkty |
| ---- | ------------------------ | ------------- | ------ |
| 1.   | Ingvild Flugstad Østberg | Norwegia      | 86     |
| 2.   | Therese Johaug           | Norwegia      | 61     |
| 3.   | Ida Ingemarsdotter       | Szwecja       | 56     |
| ...  |                          |               |        |
| 28.  | Justyna Kowalczyk        | Polska        | 3      |

### 5 km s. dowolnym (handicap)
3 stycznia 2016
 Lenzerheide, Szwajcaria
| Poz. | Zawodniczka              | Reprezentacja     | Czas    |
| ---- | ------------------------ | ----------------- | ------- |
| 1.   | Ingvild Flugstad Østberg | Norwegia          | 13:02,3 |
| 2.   | Therese Johaug           | Norwegia          | +9,3    |
| 3.   | Heidi Weng               | Norwegia          | +2:03,6 |
| 4.   | Charlotte Kalla          | Szwecja           | +2:30,8 |
| 5.   | Anne Kyllönen            | Finlandia         | +2:37,2 |
| 6.   | Kerttu Niskanen          | Finlandia         | +2:41,7 |
| 7.   | Krista Pärmäkoski        | Finlandia         | +3:27,8 |
| 8.   | Jessica Diggins          | Stany Zjednoczone | +3:27,9 |
| 9.   | Sadie Maubet Bjornsen    | Stany Zjednoczone | +3:28,6 |
| 10.  | Ragnhild Haga            | Norwegia          | +3:29,3 |
| ...  |                          |                   |         |
| 21.  | Justyna Kowalczyk        | Polska            | +4:52,5 |

| Poz. | Zawodniczka              | Reprezentacja | Czas    |
| ---- | ------------------------ | ------------- | ------- |
| 1.   | Ingvild Flugstad Østberg | Norwegia      | 56:25,6 |
| 2.   | Therese Johaug           | Norwegia      | +14,3   |
| 3.   | Heidi Weng               | Norwegia      | +2:13,6 |
| 4.   | Charlotte Kalla          | Szwecja       | +2:45,8 |
| 5.   | Anne Kyllönen            | Finlandia     | +2:52,2 |
| ...  |                          |               |         |
| 21.  | Justyna Kowalczyk        | Polska        | +5:07,5 |

| Poz. | Zawodniczka              | Reprezentacja | Punkty |
| ---- | ------------------------ | ------------- | ------ |
| 1.   | Ingvild Flugstad Østberg | Norwegia      | 101    |
| 2.   | Therese Johaug           | Norwegia      | 71     |
| 3.   | Ida Ingemarsdotter       | Szwecja       | 56     |
| ...  |                          |               |        |
| 27.  | Justyna Kowalczyk        | Polska        | 3      |

### Sprint s. klasycznym
5 stycznia 2016
 Oberstdorf, Niemcy
| Poz.      | Zawodniczka              | Reprezentacja     | Czas    |
| --------- | ------------------------ | ----------------- | ------- |
| 1.        | Sophie Caldwell          | Stany Zjednoczone | 2:46,38 |
| 2.        | Heidi Weng               | Norwegia          | +0,10   |
| 3.        | Ingvild Flugstad Østberg | Norwegia          | +0,80   |
| 4.        | Ida Ingemarsdotter       | Szwecja           | +3,95   |
| 5.        | Therese Johaug           | Norwegia          | +4,71   |
| 6.        | Stina Nilsson            | Szwecja           | +27,43  |
| Półfinały |                          |                   |         |
| 7.        | Sandra Ringwald          | Niemcy            | –       |
| 8.        | Ragnhild Haga            | Norwegia          | –       |
| 9.        | Krista Pärmäkoski        | Finlandia         | –       |
| 10.       | Laura Mononen            | Finlandia         | –       |
| 11.       | Anne Kyllönen            | Finlandia         | –       |
| 12.       | Alena Procházková        | Słowacja          | –       |
| ...       |                          |                   |         |
| 14.       | Justyna Kowalczyk        | Polska            | –       |

| Poz. | Zawodniczka              | Reprezentacja | Czas    |
| ---- | ------------------------ | ------------- | ------- |
| 1.   | Ingvild Flugstad Østberg | Norwegia      | 58:11,7 |
| 2.   | Therese Johaug           | Norwegia      | +30,1   |
| 3.   | Heidi Weng               | Norwegia      | +2:16,3 |
| 4.   | Anne Kyllönen            | Finlandia     | +3:19,6 |
| 5.   | Charlotte Kalla          | Szwecja       | +3:37,7 |
| ...  |                          |               |         |
| 20.  | Justyna Kowalczyk        | Polska        | +5:52,5 |

| Poz. | Zawodniczka              | Reprezentacja     | Punkty |
| ---- | ------------------------ | ----------------- | ------ |
| 1.   | Ingvild Flugstad Østberg | Norwegia          | 153    |
| 2.   | Therese Johaug           | Norwegia          | 115    |
| 3.   | Sophie Caldwell          | Stany Zjednoczone | 108    |
| ...  |                          |                   |        |
| 22.  | Justyna Kowalczyk        | Polska            | 20     |

### 10 km s. klasycznym (start masowy)
6 stycznia 2016
 Oberstdorf, Niemcy
| Poz. | Zawodniczka              | Reprezentacja | Czas    |
| ---- | ------------------------ | ------------- | ------- |
| 1.   | Therese Johaug           | Norwegia      | 26:37,6 |
| 2.   | Ingvild Flugstad Østberg | Norwegia      | +9,9    |
| 3.   | Heidi Weng               | Norwegia      | +19,7   |
| 4.   | Ragnhild Haga            | Norwegia      | +1:12,0 |
| 5.   | Anne Kyllönen            | Finlandia     | +1:12,7 |
| 6.   | Ida Ingemarsdotter       | Szwecja       | +1:13,4 |
| 7.   | Kerttu Niskanen          | Finlandia     | +1:15,0 |
| 8.   | Charlotte Kalla          | Szwecja       | +1:33,1 |
| 9.   | Maria Rydqvist           | Szwecja       | +1:34,3 |
| 10.  | Denise Herrmann          | Niemcy        | +1:34,9 |
| ...  |                          |               |         |
| 17.  | Justyna Kowalczyk        | Polska        | +2:02,4 |

| Poz. | Zawodniczka              | Reprezentacja | Czas      |
| ---- | ------------------------ | ------------- | --------- |
| 1.   | Ingvild Flugstad Østberg | Norwegia      | 1:24:37,2 |
| 2.   | Therese Johaug           | Norwegia      | +12,2     |
| 3.   | Heidi Weng               | Norwegia      | +2:33,1   |
| 4.   | Anne Kyllönen            | Finlandia     | +4:44,4   |
| 5.   | Kerttu Niskanen          | Finlandia     | +5:14,5   |
| ...  |                          |               |           |
| 18.  | Justyna Kowalczyk        | Polska        | +8:04,0   |

| Poz. | Zawodniczka              | Reprezentacja | Punkty |
| ---- | ------------------------ | ------------- | ------ |
| 1.   | Ingvild Flugstad Østberg | Norwegia      | 175    |
| 2.   | Therese Johaug           | Norwegia      | 145    |
| 3.   | Ida Ingemarsdotter       | Szwecja       | 110    |
| ...  |                          |               |        |
| 19.  | Justyna Kowalczyk        | Polska        | 23     |

### 5 km s. dowolnym
8 stycznia 2016
 Toblach, Włochy
| Poz. | Zawodniczka              | Reprezentacja     | Czas    |
| ---- | ------------------------ | ----------------- | ------- |
| 1.   | Jessica Diggins          | Stany Zjednoczone | 13:15,5 |
| 2.   | Heidi Weng               | Norwegia          | +0,9    |
| 3.   | Ingvild Flugstad Østberg | Norwegia          | +1,5    |
| 4.   | Ragnhild Haga            | Norwegia          | +8,4    |
| 5.   | Therese Johaug           | Norwegia          | +9,6    |
| 6.   | Kerttu Niskanen          | Finlandia         | +11,5   |
| 7.   | Charlotte Kalla          | Szwecja           | +12,3   |
| 8.   | Denise Herrmann          | Niemcy            | +15,7   |
| 9.   | Stefanie Böhler          | Niemcy            | +20,5   |
| 10.  | Teresa Stadlober         | Austria           | +22,2   |
| ...  |                          |                   |         |
| 18.  | Justyna Kowalczyk        | Polska            | +34,0   |

| Poz. | Zawodniczka              | Reprezentacja | Czas      |
| ---- | ------------------------ | ------------- | --------- |
| 1.   | Ingvild Flugstad Østberg | Norwegia      | 1:37:49,2 |
| 2.   | Therese Johaug           | Norwegia      | +25,3     |
| 3.   | Heidi Weng               | Norwegia      | +2:27,5   |
| 4.   | Anne Kyllönen            | Finlandia     | +5:15,9   |
| 5.   | Kerttu Niskanen          | Finlandia     | +5:29,5   |
| ...  |                          |               |           |
| 20.  | Justyna Kowalczyk        | Polska        | +8:41,5   |

| Poz. | Zawodniczka              | Reprezentacja | Punkty |
| ---- | ------------------------ | ------------- | ------ |
| 1.   | Ingvild Flugstad Østberg | Norwegia      | 180    |
| 2.   | Therese Johaug           | Norwegia      | 145    |
| 3.   | Heidi Weng               | Norwegia      | 118    |
| ...  |                          |               |        |
| 15.  | Justyna Kowalczyk        | Polska        | 23     |

### 10 km s. klasycznym (start masowy)
9 stycznia 2016
 Val di Fiemme, Włochy
| Poz. | Zawodniczka                 | Reprezentacja     | Czas    |
| ---- | --------------------------- | ----------------- | ------- |
| 1.   | Heidi Weng                  | Norwegia          | 29:16,3 |
| 2.   | Ingvild Flugstad Østberg    | Norwegia          | +0,8    |
| 3.   | Therese Johaug              | Norwegia          | +6,2    |
| 4.   | Krista Pärmäkoski           | Finlandia         | +17,4   |
| 5.   | Charlotte Kalla             | Szwecja           | +55,1   |
| 6.   | Kerttu Niskanen             | Finlandia         | +59,0   |
| 7.   | Virginia De Martin Topranin | Włochy            | +1:03,8 |
| 8.   | Teresa Stadlober            | Austria           | +1:06,7 |
| 9.   | Sadie Maubet Bjornsen       | Stany Zjednoczone | +1:12,6 |
| 10.  | Laura Mononen               | Finlandia         | +1:16,9 |
| ...  |                             |                   |         |
| 23.  | Justyna Kowalczyk           | Polska            | +2:03,5 |

| Poz. | Zawodniczka              | Reprezentacja | Czas      |
| ---- | ------------------------ | ------------- | --------- |
| 1.   | Ingvild Flugstad Østberg | Norwegia      | 2:06:41,3 |
| 2.   | Therese Johaug           | Norwegia      | +38,7     |
| 3.   | Heidi Weng               | Norwegia      | +2:26,7   |
| 4.   | Charlotte Kalla          | Szwecja       | +6:46,0   |
| 5.   | Kerttu Niskanen          | Finlandia     | +6:47,7   |
| ...  |                          |               |           |
| 21.  | Justyna Kowalczyk        | Polska        | +11:09,2  |

| Poz. | Zawodniczka              | Reprezentacja | Punkty |
| ---- | ------------------------ | ------------- | ------ |
| 1.   | Ingvild Flugstad Østberg | Norwegia      | 205    |
| 2.   | Therese Johaug           | Norwegia      | 162    |
| 3.   | Heidi Weng               | Norwegia      | 143    |
| ...  |                          |               |        |
| 15.  | Justyna Kowalczyk        | Polska        | 23     |

### 9 km s. dowolnym (handicap)
10 stycznia 2016
 Val di Fiemme/Alpe Cermis, Włochy
| Poz. | Zawodniczka             | Reprezentacja     | Czas    |
| ---- | ----------------------- | ----------------- | ------- |
| 1.   | Therese Johaug          | Norwegia          | 33:14,8 |
| 2.   | Heidi Weng              | Norwegia          | +1:25,9 |
| 3.   | Elizabeth Stephen       | Stany Zjednoczone | +1:29,5 |
| 4.   | Ragnhild Haga           | Norwegia          | +1:36,2 |
| 5.   | Charlotte Kalla         | Szwecja           | +1:38,1 |
| 6.   | Kerttu Niskanen         | Finlandia         | +1:43,0 |
| 7.   | Nathalie von Siebenthal | Szwajcaria        | +1:53,3 |
| 8.   | Maria Rydqvist          | Szwecja           | +1:58,7 |
| 9.   | Anne Kyllönen           | Finlandia         | +2:15,7 |
| 10.  | Stefanie Böhler         | Niemcy            | +2:26,9 |
| ...  |                         |                   |         |
| 29.  | Justyna Kowalczyk       | Polska            | +4:14,5 |

| Poz. | Zawodniczka              | Reprezentacja | Czas      |
| ---- | ------------------------ | ------------- | --------- |
| 1.   | Therese Johaug           | Norwegia      | 2:40:34,8 |
| 2.   | Ingvild Flugstad Østberg | Norwegia      | +2:20,9   |
| 3.   | Heidi Weng               | Norwegia      | +3:13,9   |
| 4.   | Charlotte Kalla          | Szwecja       | +7:45,4   |
| 5.   | Kerttu Niskanen          | Finlandia     | +7:52,0   |
| ...  |                          |               |           |
| 23.  | Justyna Kowalczyk        | Polska        | +14:45,0  |

| Poz. | Zawodniczka              | Reprezentacja | Punkty |
| ---- | ------------------------ | ------------- | ------ |
| 1.   | Ingvild Flugstad Østberg | Norwegia      | 205    |
| 2.   | Therese Johaug           | Norwegia      | 162    |
| 3.   | Heidi Weng               | Norwegia      | 143    |
| ...  |                          |               |        |
| 15.  | Justyna Kowalczyk        | Polska        | 23     |

### Nie ukończyły

#### Rezygnacje
- Maiken Caspersen Falla – po I etapie
- Laurien van der Graaff – po I etapie
- Greta Laurent – po I etapie
- Gaia Vuerich – po I etapie
- Heidi Widmer – po I etapie
- Lisa Unterweger – po I etapie
- Seraina Boner – po III etapie
- Vesna Fabjan – po III etapie
- Nika Razinger – po III etapie
- Coraline Thomas Hugue – po III etapie
- Nadine Fähndrich – po III etapie
- Annika Taylor – po III etapie
- Sophie Caldwell – po V etapie
- Nicole Fessel – po V etapie
- Alena Procházková – po V etapie
- Emma Wikén – po V etapie
- Lucia Joas – po V etapie
- Sandra Schützová – po V etapie
- Hanna Falk – po V etapie
- Karolína Grohová – po V etapie
- Ida Sargent – po V etapie
- Petra Nováková – po VI etapie
- Ilaria Debertolis – po VI etapie
- Alenka Čebašek – po VI etapie

#### Niewystartowanie w etapie
- Astrid Jacobsen – III etap
- Hanna Kolb – V etap
- Natalja Matwiejewa – V etap

#### Nieukończenie etapu
- Anastasija Mayngardt – nie ukończyła V etapu

## Mężczyźni

### Sprint s. dowolnym
1 stycznia 2016
 Lenzerheide, Szwajcaria
| Poz.      | Zawodnik               | Reprezentacja | Czas    |
| --------- | ---------------------- | ------------- | ------- |
| 1.        | Federico Pellegrino    | Włochy        | 2:43,14 |
| 2.        | Siergiej Ustiugow      | Rosja         | +0,40   |
| 3.        | Finn Hågen Krogh       | Norwegia      | +1,25   |
| 4.        | Martin Johnsrud Sundby | Norwegia      | +10,09  |
| 5.        | Emil Jönsson           | Szwecja       | +12,27  |
| 6.        | Dario Cologna          | Szwajcaria    | +59,01  |
| Półfinały |                        |               |         |
| 7.        | Petter Northug         | Norwegia      | –       |
| 8.        | Renaud Jay             | Francja       | –       |
| 9.        | Sebastian Eisenlauer   | Niemcy        | –       |
| 10.       | Didrik Tønseth         | Norwegia      | –       |
| 11.       | Ristomatti Hakola      | Finlandia     | –       |
| 12.       | Sondre Turvoll Fossli  | Norwegia      | –       |
| ...       |                        |               |         |
| 43.       | Maciej Staręga         | Polska        | –       |
| 80.       | Jan Antolec            | Polska        | –       |
| 89.       | Paweł Klisz            | Polska        | –       |

| Poz. | Zawodnik               | Reprezentacja | Czas    |
| ---- | ---------------------- | ------------- | ------- |
| 1.   | Federico Pellegrino    | Włochy        | 1:45,9  |
| 2.   | Siergiej Ustiugow      | Rosja         | +6,6    |
| 3.   | Finn Hågen Krogh       | Norwegia      | +11,6   |
| 4.   | Martin Johnsrud Sundby | Norwegia      | +15,3   |
| 5.   | Emil Jönsson           | Szwecja       | +20,5   |
| ...  |                        |               |         |
| 43.  | Maciej Staręga         | Polska        | +1:07,8 |
| 80.  | Jan Antolec            | Polska        | +1:15,1 |
| 89.  | Paweł Klisz            | Polska        | +1:17,4 |

| Poz. | Zawodnik            | Reprezentacja | Punkty |
| ---- | ------------------- | ------------- | ------ |
| 1.   | Federico Pellegrino | Włochy        | 60     |
| 2.   | Siergiej Ustiugow   | Rosja         | 56     |
| 3.   | Finn Hågen Krogh    | Norwegia      | 52     |

### 30 km s. klasycznym (start masowy)
2 stycznia 2016
 Lenzerheide, Szwajcaria
| Poz. | Zawodnik                 | Reprezentacja | Czas      |
| ---- | ------------------------ | ------------- | --------- |
| 1.   | Martin Johnsrud Sundby   | Norwegia      | 1:14:48,3 |
| 2.   | Petter Northug           | Norwegia      | +34,6     |
| 3.   | Didrik Tønseth           | Norwegia      | +35,1     |
| 4.   | Sjur Røthe               | Norwegia      | +35,6     |
| 5.   | Aleksiej Połtoranin      | Kazachstan    | +36,8     |
| 6.   | Jewgienij Biełow         | Rosja         | +43,7     |
| 7.   | Alex Harvey              | Kanada        | +54,4     |
| 8.   | Siergiej Ustiugow        | Rosja         | +1:01,6   |
| 9.   | Finn Hågen Krogh         | Norwegia      | +1:15,6   |
| 10.  | Aleksandr Biessmiertnych | Rosja         | +1:22,3   |
| ...  |                          |               |           |
| 80.  | Maciej Staręga           | Polska        | +10:12,5  |
| –    | Paweł Klisz              | Polska        | LPD       |
| –    | Jan Antolec              | Polska        | LPD       |

| Poz. | Zawodnik               | Reprezentacja | Czas      |
| ---- | ---------------------- | ------------- | --------- |
| 1.   | Martin Johnsrud Sundby | Norwegia      | 1:15:39,5 |
| 2.   | Petter Northug         | Norwegia      | +1:18,4   |
| 3.   | Didrik Tønseth         | Norwegia      | +1:30,6   |
| 4.   | Siergiej Ustiugow      | Rosja         | +1:52,9   |
| 5.   | Sjur Røthe             | Norwegia      | +2:05,7   |
| ...  |                        |               |           |
| 80.  | Maciej Staręga         | Polska        | +12:15,0  |

| Poz. | Zawodnik               | Reprezentacja | Punkty |
| ---- | ---------------------- | ------------- | ------ |
| 1.   | Martin Johnsrud Sundby | Norwegia      | 118    |
| 2.   | Petter Northug         | Norwegia      | 74     |
| 3.   | Didrik Tønseth         | Norwegia      | 66     |

### 10 km s. dowolnym (handicap)
3 stycznia 2016
 Lenzerheide, Szwajcaria
| Poz. | Zawodnik               | Reprezentacja | Czas     |
| ---- | ---------------------- | ------------- | -------- |
| 1.   | Martin Johnsrud Sundby | Norwegia      | 21:44,7  |
| 2.   | Petter Northug         | Norwegia      | +1:25,2  |
| 3.   | Finn Hågen Krogh       | Norwegia      | +1:50,2  |
| 4.   | Siergiej Ustiugow      | Rosja         | +1:50,2  |
| 5.   | Sjur Røthe             | Norwegia      | +1:52,9  |
| 6.   | Didrik Tønseth         | Norwegia      | +1:54,7  |
| 7.   | Aleksiej Połtoranin    | Kazachstan    | +2:32,3  |
| 8.   | Dario Cologna          | Szwajcaria    | +2:32,9  |
| 9.   | Alex Harvey            | Kanada        | +2:35,0  |
| 10.  | Jewgienij Biełow       | Rosja         | +2:35,1  |
| ...  |                        |               |          |
| 80.  | Maciej Staręga         | Polska        | +15:29,8 |

| Poz. | Zawodnik               | Reprezentacja | Czas      |
| ---- | ---------------------- | ------------- | --------- |
| 1.   | Martin Johnsrud Sundby | Norwegia      | 1:37:09,2 |
| 2.   | Petter Northug         | Norwegia      | +1:30,2   |
| 3.   | Finn Hågen Krogh       | Norwegia      | +2:00,2   |
| 4.   | Siergiej Ustiugow      | Rosja         | +2:05,2   |
| 5.   | Sjur Røthe             | Norwegia      | +2:07,9   |
| ...  |                        |               |           |
| 80.  | Maciej Staręga         | Polska        | +15:44,8  |

| Poz. | Zawodnik               | Reprezentacja | Punkty |
| ---- | ---------------------- | ------------- | ------ |
| 1.   | Martin Johnsrud Sundby | Norwegia      | 133    |
| 2.   | Petter Northug         | Norwegia      | 84     |
| 3.   | Didrik Tønseth         | Norwegia      | 66     |

### Sprint s. klasycznym
5 stycznia 2016
 Oberstdorf, Niemcy
| Poz.      | Zawodnik               | Reprezentacja | Czas    |
| --------- | ---------------------- | ------------- | ------- |
| 1.        | Emil Iversen           | Norwegia      | 2:25,21 |
| 2.        | Siergiej Ustiugow      | Rosja         | +1,03   |
| 3.        | Aleksiej Połtoranin    | Kazachstan    | +1,40   |
| 4.        | Martin Johnsrud Sundby | Norwegia      | +4,86   |
| 5.        | Petter Northug         | Norwegia      | +10,32  |
| 6.        | Sebastian Eisenlauer   | Niemcy        | +14,19  |
| Półfinały |                        |               |         |
| 7.        | Oskar Svensson         | Szwecja       | –       |
| 8.        | Ristomatti Hakola      | Finlandia     | –       |
| 9.        | Anssi Pentsinen        | Finlandia     | –       |
| 10.       | Len Väljas             | Kanada        | –       |
| 11.       | Finn Hågen Krogh       | Norwegia      | –       |
| 12.       | Stanisław Wołżencew    | Rosja         | –       |
| ...       |                        |               |         |
| 27.       | Maciej Staręga         | Polska        | –       |

| Poz. | Zawodnik               | Reprezentacja | Czas      |
| ---- | ---------------------- | ------------- | --------- |
| 1.   | Martin Johnsrud Sundby | Norwegia      | 1:38:48,3 |
| 2.   | Petter Northug         | Norwegia      | +1:33,6   |
| 3.   | Siergiej Ustiugow      | Rosja         | +1:56,9   |
| 4.   | Finn Hågen Krogh       | Norwegia      | +2:13,4   |
| 5.   | Aleksiej Połtoranin    | Kazachstan    | +2:40,9   |
| ...  |                        |               |           |
| 73.  | Maciej Staręga         | Polska        | +16:29,3  |

| Poz. | Zawodnik               | Reprezentacja | Punkty |
| ---- | ---------------------- | ------------- | ------ |
| 1.   | Martin Johnsrud Sundby | Norwegia      | 181    |
| 2.   | Petter Northug         | Norwegia      | 128    |
| 3.   | Siergiej Ustiugow      | Rosja         | 122    |
| ...  |                        |               |        |
| 35.  | Maciej Staręga         | Polska        | 4      |

### 15 km s. klasycznym (start masowy)
6 stycznia 2016
 Oberstdorf, Niemcy
| Poz. | Zawodnik             | Reprezentacja | Czas    |
| ---- | -------------------- | ------------- | ------- |
| 1.   | Aleksiej Połtoranin  | Kazachstan    | 35:35,9 |
| 2.   | Dario Cologna        | Szwajcaria    | +0,1    |
| 3.   | Francesco De Fabiani | Włochy        | +0,6    |
| 4.   | Niklas Dyrhaug       | Norwegia      | +0,7    |
| 5.   | Didrik Tønseth       | Norwegia      | +1,3    |
| 6.   | Aleksandr Legkow     | Rosja         | +3,6    |
| 7.   | Matti Heikkinen      | Finlandia     | +4,1    |
| 8.   | Andreas Katz         | Niemcy        | +6,0    |
| 9.   | Petter Northug       | Norwegia      | +10,0   |
| 10.  | Siergiej Ustiugow    | Rosja         | +10,9   |
| ...  |                      |               |         |
| DNS  | Maciej Staręga       | Polska        | –       |

| Poz. | Zawodnik               | Reprezentacja | Czas      |
| ---- | ---------------------- | ------------- | --------- |
| 1.   | Martin Johnsrud Sundby | Norwegia      | 2:15:16,6 |
| 2.   | Petter Northug         | Norwegia      | +47,2     |
| 3.   | Siergiej Ustiugow      | Rosja         | +1:09,4   |
| 4.   | Aleksiej Połtoranin    | Kazachstan    | +1:31,5   |
| 5.   | Didrik Tønseth         | Norwegia      | +1:34,4   |

| Poz. | Zawodnik               | Reprezentacja | Punkty |
| ---- | ---------------------- | ------------- | ------ |
| 1.   | Martin Johnsrud Sundby | Norwegia      | 185    |
| 2.   | Petter Northug         | Norwegia      | 132    |
| 3.   | Siergiej Ustiugow      | Rosja         | 128    |

### 10 km s. dowolnym
8 stycznia 2016
 Toblach, Włochy
| Poz. | Zawodnik                 | Reprezentacja | Czas    |
| ---- | ------------------------ | ------------- | ------- |
| 1.   | Finn Hågen Krogh         | Norwegia      | 22:07,8 |
| 2.   | Martin Johnsrud Sundby   | Norwegia      | +3,6    |
| 3.   | Maurice Manificat        | Francja       | +14,6   |
| 4.   | Siergiej Ustiugow        | Rosja         | +16,0   |
| 5.   | Hans Christer Holund     | Norwegia      | +18,0   |
| 6.   | Jewgienij Biełow         | Rosja         | +19,2   |
| 7.   | Dario Cologna            | Szwajcaria    | +22,3   |
| 8.   | Emil Iversen             | Norwegia      | +23,1   |
| 9.   | Stanisław Wołżencew      | Rosja         | +29,0   |
| 10.  | Aleksandr Biessmiertnych | Rosja         | +31,3   |

| Poz. | Zawodnik               | Reprezentacja | Czas      |
| ---- | ---------------------- | ------------- | --------- |
| 1.   | Martin Johnsrud Sundby | Norwegia      | 2:37:18,0 |
| 2.   | Petter Northug         | Norwegia      | +1:28,1   |
| 3.   | Siergiej Ustiugow      | Rosja         | +1:31,8   |
| 4.   | Finn Hågen Krogh       | Norwegia      | +2:07,5   |
| 5.   | Aleksiej Połtoranin    | Kazachstan    | +2:11,4   |

| Poz. | Zawodnik               | Reprezentacja | Punkty |
| ---- | ---------------------- | ------------- | ------ |
| 1.   | Martin Johnsrud Sundby | Norwegia      | 195    |
| 2.   | Petter Northug         | Norwegia      | 132    |
| 3.   | Siergiej Ustiugow      | Rosja         | 128    |

### 15 km s. klasycznym (start masowy)
9 stycznia 2016
 Val di Fiemme, Włochy
| Poz. | Zawodnik               | Reprezentacja | Czas    |
| ---- | ---------------------- | ------------- | ------- |
| 1.   | Martin Johnsrud Sundby | Norwegia      | 39:55,2 |
| 2.   | Niklas Dyrhaug         | Norwegia      | +7,7    |
| 3.   | Aleksiej Połtoranin    | Kazachstan    | +12,6   |
| 4.   | Francesco De Fabiani   | Włochy        | +30,2   |
| 5.   | Finn Hågen Krogh       | Norwegia      | +30,9   |
| 6.   | Emil Iversen           | Norwegia      | +31,0   |
| 7.   | Alex Harvey            | Kanada        | +31,3   |
| 8.   | Didrik Tønseth         | Norwegia      | +32,0   |
| 9.   | Martin Jakš            | Czechy        | +33,4   |
| 10.  | Hans Christer Holund   | Norwegia      | +33,6   |

| Poz. | Zawodnik               | Reprezentacja | Czas      |
| ---- | ---------------------- | ------------- | --------- |
| 1.   | Martin Johnsrud Sundby | Norwegia      | 3:16:31,2 |
| 2.   | Petter Northug         | Norwegia      | +2:51,5   |
| 3.   | Aleksiej Połtoranin    | Kazachstan    | +2:53,0   |
| 4.   | Siergiej Ustiugow      | Rosja         | +2:56,2   |
| 5.   | Finn Hågen Krogh       | Norwegia      | +3:01,4   |

| Poz. | Zawodnik               | Reprezentacja | Punkty |
| ---- | ---------------------- | ------------- | ------ |
| 1.   | Martin Johnsrud Sundby | Norwegia      | 237    |
| 2.   | Finn Hågen Krogh       | Norwegia      | 142    |
| 3.   | Petter Northug         | Norwegia      | 142    |

### 9 km s. dowolnym (handicap)
10 stycznia 2016
 Val di Fiemme/Alpe Cermis, Włochy
| Poz. | Zawodnik               | Reprezentacja | Czas    |
| ---- | ---------------------- | ------------- | ------- |
| 1.   | Martin Johnsrud Sundby | Norwegia      | 30:47,8 |
| 2.   | Robin Duvillard        | Francja       | +7,2    |
| 3.   | Matti Heikkinen        | Finlandia     | +11,8   |
| 4.   | Finn Hågen Krogh       | Norwegia      | +14,3   |
| 5.   | Jewgienij Biełow       | Rosja         | +18,9   |
| 6.   | Aleksandr Legkow       | Rosja         | +30,6   |
| 7.   | Sjur Røthe             | Norwegia      | +30,9   |
| 8.   | Maurice Manificat      | Francja       | +31,8   |
| 9.   | Paul Constantin Pepene | Rumunia       | +34,5   |
| 10.  | Toni Livers            | Szwajcaria    | +38,8   |

| Poz. | Zawodnik               | Reprezentacja | Czas      |
| ---- | ---------------------- | ------------- | --------- |
| 1.   | Martin Johnsrud Sundby | Norwegia      | 3:47:18,2 |
| 2.   | Finn Hågen Krogh       | Norwegia      | +3:15,7   |
| 3.   | Siergiej Ustiugow      | Rosja         | +3:43,8   |
| 4.   | Petter Northug         | Norwegia      | +4:35,6   |
| 5.   | Aleksiej Połtoranin    | Kazachstan    | +4:38,3   |

| Poz. | Zawodnik               | Reprezentacja | Punkty |
| ---- | ---------------------- | ------------- | ------ |
| 1.   | Martin Johnsrud Sundby | Norwegia      | 237    |
| 2.   | Finn Hågen Krogh       | Norwegia      | 142    |
| 3.   | Petter Northug         | Norwegia      | 142    |

### Nie ukończyli

#### Rezygnacje
- Renaud Jay – po I etapie
- Sondre Turvoll Fossli – po I etapie
- Roman Schaad – po I etapie
- Jöri Kindschi – po I etapie
- Jovian Hediger – po I etapie
- Teodor Peterson – po I etapie
- Simone Urbani – po I etapie
- Baptiste Gros – po I etapie
- Jordan Czuczuganow – po I etapie
- Ueli Schnider – po III etapie
- Ville Nousiainen – po III etapie
- Roman Furger – po III etapie
- Miha Šimenc – po III etapie
- Andy Kühne – po III etapie
- Federico Pellegrino – po IV etapie
- Len Väljas – po IV etapie
- Dominik Baldauf – po IV etapie
- Andrew Young – po IV etapie
- Martti Jylhä – po IV etapie
- Emil Jönsson – po V etapie
- Maicol Rastelli – po V etapie
- Petr Knop – po V etapie
- Bernhard Tritscher – po VI etapie
- Ivan Perrillat Boiteux – po VI etapie
- Dario Cologna – po VII etapie
- Dietmar Nöckler – po VII etapie

#### Niewystartowanie w etapie
- Peeter Kümmel – II etap
- Marko Kilp – II etap
- Anders Svanebo – II etap
- Luis Stadlober – III etap
- Florian Notz – III etap
- Anders Gløersen – IV etap
- Simeon Hamilton – IV etap
- Dušan Kožíšek – V etap
- Sebastian Eisenlauer – V etap
- Maciej Staręga – V etap
- Ilja Czernousow – VII etap
- Thomas Bing – VIII etap

#### Zdublowanie
- Philip Bellingham – na II etapie
- Jan Antolec – na II etapie
- Paweł Klisz – na II etapie
- Callum Smith – na II etapie
- Andriej Gridin – na II etapie
- Juryj Astapienka – na V etapie

#### Nieukończenie etapu
- Martin Johansson – nie ukończył II etapu
- Andrew Newell – nie ukończył V etapu
- Iivo Niskanen – nie ukończył VI etapu
- Siarhiej Dalidowicz – nie ukończył VII etapu